# Linda Hamilton
Linda Carroll Hamilton (n. 26 septembrie 1956) este o actriță americană nominalizată la premiile Emmy și la Globul de Aur, foarte cunoscută datorită rolului Sarah Connor din filmul Terminatorul și urmarea Terminatorul 2: Ziua Judecății precum și rolul lui Catherine Chandler în The Beauty and the Beast.

## Biografie
Hamilton s-a născut în Salisbury, statul Maryland. Are are o soră geamănă identică (Leslie Hamilton Gearren), o soră mai mare și un frate mai mic. Tatăl lui Hamilton, Carroll Stanford Hamilton, un medic, a murit când ea avea cinci ani, iar mama ei s-a recăsătorit cu un șef de poliție.  Hamilton a urmat școala din Wicomico, și apoi liceul din Salisbury împreună cu sora ei geamănă, Leslie. A studiat doi ani la Washington College din Chestertown, înainte ca să se mute la New York City pentru a studia actoria. În timp ce frecventa universitatea Washington, profesorul ei de actorie i-a spus că nu există nicio speranță ca ea să ajungă actriță. În New York ea a participat la cursurile de actorie ținute de Lee Strasberg.

## Cariera
Hamilton și-a făcut debutul ca actriță, fiind oaspete într-o apariție la televiziune, urmată de un rol principal în telenovela Secrets of Midland Heights în 1980. Debutul în film a fost în 1984, în rolul principal din pelicula Children of the Corn, care a încasat $14 milioane la box office. Următorul film a lui Hamilton a fost Terminatorul, la care a lucrat împreună cu Arnold Schwarzenegger în 1984. Înainte să apară în urmarea Terminatorul 2: Ziua Judecății, aceasta a interpretat în Black Moon Rising alături de Tommy Lee Jones, a jucat în serialul Tv Beauty and the Beast împreună cu Ron Perlman, serialul primind nominalizări la Globul de Aur și la premiile Emmy . În 1991, Hamilton se întoarce pe ecrane cu urmarea Terminatorului, Terminatorul 2: Ziua Judecății ce a încasat peste 500$ de milioane, fiind cel mai mare buget al unui film din acel an. Hamilton a primit două premii MTV pentru rolul său, unul la categoria Cea mai bună performanță feminină și la categoria Cea mai oportună femeie. După aceste roluri, a mai interpretat în Silent Fall (1994), Separate Lives (1995), T2 3-D: Battle Across Time (1996), Dante's Peak (1997), Shadow Conspiracy (1997), On the Line (1998), Point Last Seen (1998), The Secret Life of Girls (1999), Skeletons in the Closet (2000) și altele. În 2009, Linda Hamilton se întoarce pentru rolul lui Sarah Connor în Terminatorul: Salvarea, interpretând doar cu vocea. Regizorul filmului Terminatorul: Salvarea crede că Linda Hamilton va fi starul filmului Terminatorul 5.

## Viața personală

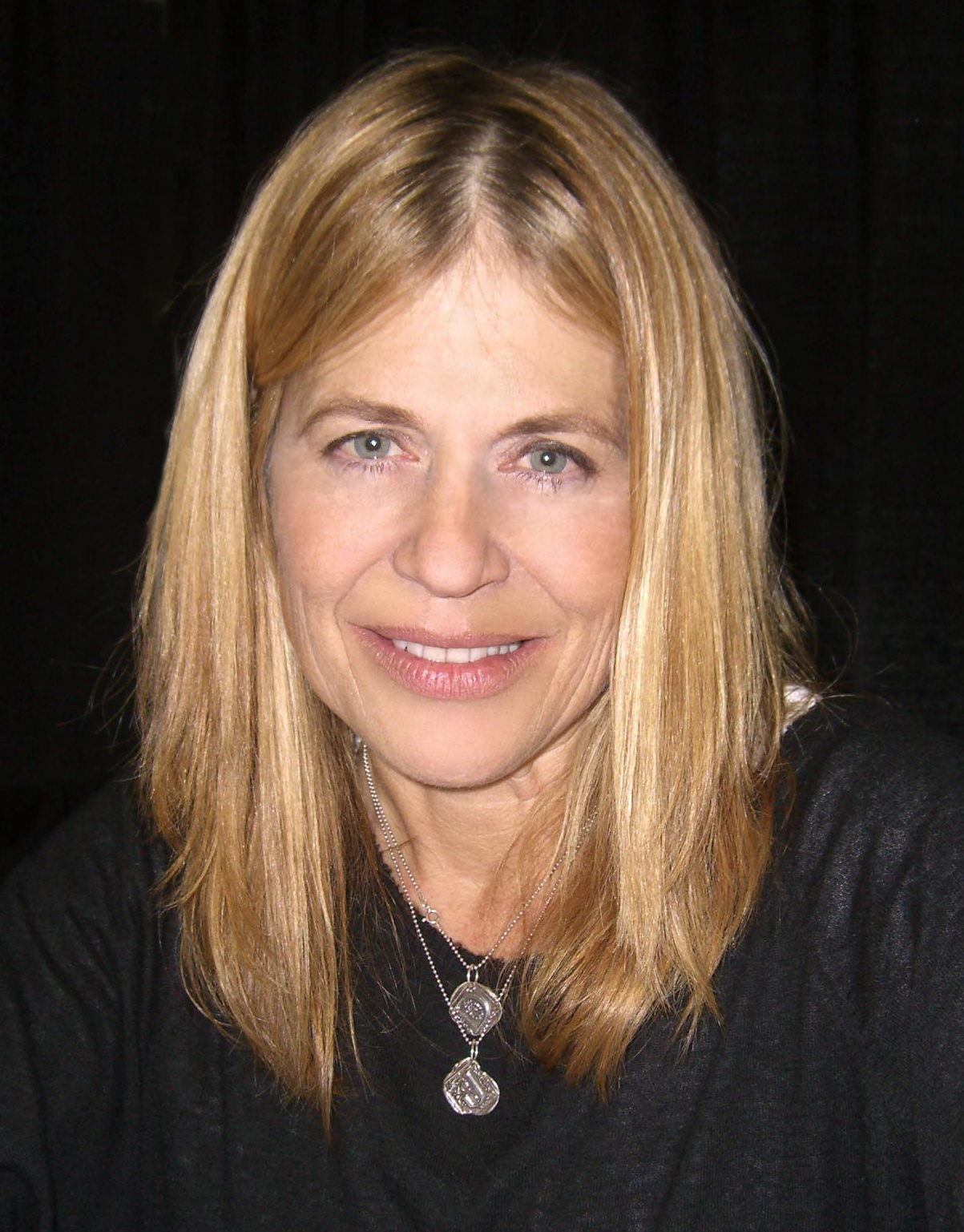
Linda Hamilton în 2009

Hamilton a fost căsătorită de 2 ori. Prima dată cu Bruce Abbott pe 18 decembrie 1982, împreună având un fiu pe nume Dalton. Cuplul s-a despărțit însă pe 4 octombrie 1989. În 1991, ea a început să trăiască cu James Cameron, care a regizat ambele ei filme, Terminatorul și Terminatorul 2: Ziua Judecății, după ce acesta a divorțat de Kathryn Bigelow. Cei doi s-au căsătorit în 1997; dar mariajul lor a fost de scurtă durată, încheindu-se în 1999 cu un divorț în urma căruia Hamilton a primit 50 de milioane de dolari. Cauza divorțului pare să fie o idilă din 1999 a lui James Cameron cu actrița Suzy Amis. Hamilton și Cameron au împreună o fiică pe nume Josephine Archer, născută pe 15 februarie 1993.
Hamilton a apărut într-un episod Larry King Live pe 4 octombrie 2005 unde a dezvăluit că suferea de o tulburare bipolară, despre care, spunea ea, că i-a distrus mariajul cu Abbott. A mai dezvăluit și alte lucruri, printre care și că nu a fost căsătorită niciodată cu Peter Horton în ciuda zvonurilor de pe internet.

## Filmografie
| An        | Titlu                                     | Rol                      | Note                                                                                                |
| --------- | ----------------------------------------- | ------------------------ | --------------------------------------------------------------------------------------------------- |
| 1980      | Shirley                                   | Gloria                   | Episodul: "Teddy Roosevelt Slept Here"                                                              |
| 1980      | Reunion                                   | Anne Samoorian           | Film de televiziune                                                                                 |
| 1980      | Rape and Marriage: The Rideout Case       | Greta Rideout            | Film de televiziune                                                                                 |
| 1980–1981 | Secrets of Midland Heights                | Lisa Rogers              | 10 episoade                                                                                         |
| 1982      | King's Crossing                           | Lauren Hollister         | 10 episoade                                                                                         |
| 1982      | Tag: The Assassination Game               | Susan Swayze             | |
| 1982      | Country Gold                              | Josie Greenwood          | Film de televiziune                                                                                 |
| 1983      | Trading Places                            | cCmeo                    | |
| 1984      | Children of the Corn                      | Vicky                    | |
| 1984      | The Terminator                            | Sarah Connor             | |
| 1984      | Hill Street Blues                         | Sandy Valpariso          | 4 episoade                                                                                          |
| 1984      | The Stone Boy                             | Eva Crescent Moon        | |
| 1985      | Secret Weapons                            | Elena Koslov             | Film de televiziune                                                                                 |
| 1986      | King Kong Lives                           | Dr. Amy Franklin         | |
| 1986      | Black Moon Rising                         | Nina                     | |
| 1986      | Murder, She Wrote                         | Carol McDermott          | Episodul: "Menace, Anyone?"                                                                         |
| 1987–1989 | Beauty and the Beast                      | Catherine Chandler       | 46 episoade                                                                                         |
| 1988      | Go Toward the Light                       | Claire Madison           | Film de televiziune                                                                                 |
| 1990      | Mr. Destiny                               | Ellen Jane               | |
| 1991      | Terminator 2: Judgment Day                | Sarah Connor             | |
| 1991      | Saturday Night Live                       | Host                     | Episodul: "Linda Hamilton/Mariah Carey"                                                             |
| 1994      | Silent Fall                               | Karen Rainer             | |
| 1995      | A Mother's Prayer                         | Rosemary Holstrom        | |
| 1995      | Separate Lives                            | Lauren Porter/Lena       | |
| 1996      | T2 3-D: Battle Across Time                | Sarah Connor             | Scurtmetraj                                                                                         |
| 1997      | Dante's Peak                              | Mayor Rachel Wando       | |
| 1997      | Shadow Conspiracy                         | Amanda Givens            | |
| 1997      | Frasier                                   | Laura                    | Episodul: "Odd Man Out"                                                                             |
| 1998      | On the Line                               | Det. Jean Martin         | Film de televiziune                                                                                 |
| 1998      | Rescuers: Stories of Courage: Two Couples | Marie Taquet             | Film de televiziune                                                                                 |
| 1998      | Point Last Seen                           | Rachel Harrison          | Film de televiziune                                                                                 |
| 1998      | The Color of Courage                      | Anna Sipes               | Film de televiziune                                                                                 |
| 1998–1999 | Hercules                                  | Nemesis                  | Voce în două episoade: "Hercules and the King for a Day" (1998) și "Hercules and the Romans" (1999) |
| 1999      | The Secret Life of Girls                  | Ruby Sanford             | |
| 2000      | Skeletons in the Closet                   | Tina Conway              | |
| 2000      | Sex & Mrs. X                              | Joanna Scott             | Film de televiziune                                                                                 |
| 2000      | Buzz Lightyear of Star Command            | Dr. Furbanna             | 3 episoade                                                                                          |
| 2001      | Bailey's Mistake                          | Liz Donovan              | Film de televiziune                                                                                 |
| 2001      | A Girl Thing                              | Rachel                   | Film de televiziune                                                                                 |
| 2002      | Silent Night                              | Elisabeth Vincken        | Film de televiziune                                                                                 |
| 2003      | Wholey Moses                              | Valerie                  | Scurtmetraj                                                                                         |
| 2004      | Jonah                                     | June                     | Scurtmetraj                                                                                         |
| 2005      | Smile                                     | Bridget                  | |
| 2005      | According to Jim                          | Melissa Evans            | Episodul: "Lean on Me"                                                                              |
| 2005      | Missing in America                        | Kate                     | |
| 2005      | The Kid & I                               | Susan Mandeville         | |
| 2006      | Thief                                     | Roselyn Moore            | 2 episoade                                                                                          |
| 2006      | Home by Christmas                         | Julie Bedford            | Film de televiziune                                                                                 |
| 2007      | Broken                                    | Karen                    | |
| 2008–2009 | The Line                                  | Carol                    | 11 episoade                                                                                         |
| 2009      | Hard Times                                | Cory                     | |
| 2009      | Terminator Salvation                      | Sarah Connor             | Voce; necreditată                                                                                   |
| 2010      | Weeds                                     | Linda                    | 3 episoade                                                                                          |
| 2010      | DC Showcase: Jonah Hex                    | Madame Lorraine          | |
| 2010–2012 | Chuck                                     | Mary Elizabeth Bartowski | 12 episoade                                                                                         |
| 2013      | Bad Behavior                              |                          | |
| 2013      | Lost Girl                                 | Acacia                   | 2 episoade                                                                                          |
| 2014      | Bermuda Tentacles                         | Admiral Hansen           | Film de televiziune                                                                                 |
| 2014      | Defiance                                  | Pilar McCawley           | 3 episoade                                                                                          |

| 2019
| Terminator Dark Fate - Sarah Connor
- Resident Alien (2021)

## Premii și nominalizări
| An   | Premiu                           | Categorie                                                                                 | Lucrare                    | Rezultat     |
| ---- | -------------------------------- | ----------------------------------------------------------------------------------------- | -------------------------- | ------------ |
| 1992 | Premiul Saturn                   | Best Actress                                                                              | Terminator 2: Judgment Day | Câștigat     |
| 1998 | Blockbuster Entertainment Awards | Favorite Actress—Action/Adventure                                                         | Dante's Peak               | Câștigat     |
| 1995 | CableACE Awards                  | Actress in a Movie or Miniseries                                                          | A Mother's Prayer          | Câștigat     |
| 2001 | DVD Exclusive Awards             | Video Premiere Award Best Supporting Actress                                              | Skeletons in the Closet    | Câștigat     |
| 1988 | Globul de Aur                    | Best Performance by an Actress in a TV-Series—Drama                                       | Beauty and the Beast       | Nominalizare |
| 1989 | Globul de Aur                    | Best Performance by an Actress in a TV-Series—Drama                                       | Beauty and the Beast       | Nominalizare |
| 1996 | Globul de Aur                    | Best Performance by an Actress in a Mini-Series or Motion Picture Made for TV             | A Mother's Prayer          | Nominalizare |
| 1992 | MTV Movie Awards                 | MTV Movie Award Best Female Performance                                                   | Terminator 2: Judgment Day | Câștigat     |
| 1992 | MTV Movie Awards                 | MTV Movie Award Most Desirable Female                                                     | Terminator 2: Judgment Day | Câștigat     |
| 2000 | Satellite Awards                 | Golden Satellite Award Best Performance by an Actress in a Miniseries or a Motion Picture | The Color of Courage       | Câștigat     |